# Bracon mirus
Bracon mirus är en stekelart som beskrevs av Szepligeti 1901. Bracon mirus ingår i släktet Bracon och familjen bracksteklar. Inga underarter finns listade.